# Мулен-Нёф (Дордонь)
Муле́н-Нёф (фр. Moulin-Neuf) — коммуна во Франции, находится в регионе Аквитания. Департамент — Дордонь. Входит в состав кантона Монпон-Менестероль. Округ коммуны — Бержерак.
Код INSEE коммуны — 24297.

## География

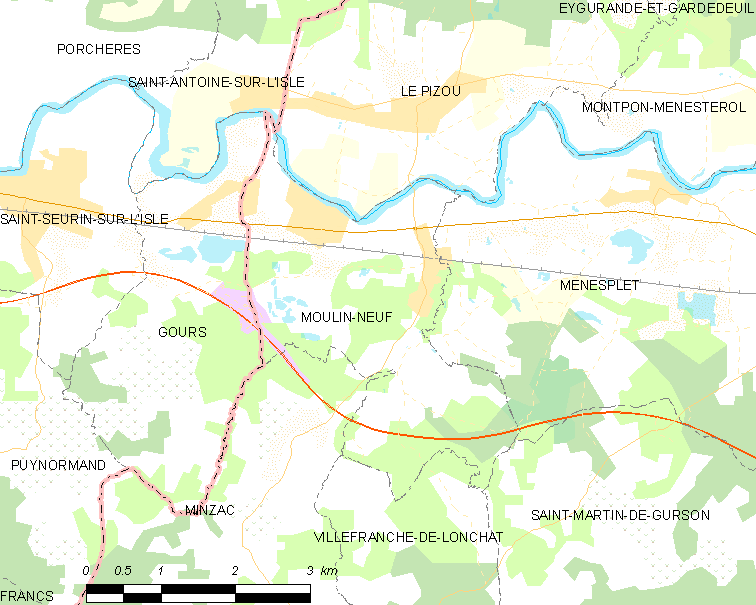
Карта коммуны

Коммуна расположена приблизительно в 470 км к югу от Парижа, в 55 км восточнее Бордо, в 60 км к западу от Перигё.
На севере коммуны протекает река Иль.

### Климат
Климат умеренный океанический со средним уровнем осадков, которые выпадают преимущественно зимой. Лето здесь долгое и тёплое, однако также довольно влажное, здесь не бывает регулярных периодов летней засухи. Средняя температура января — 5 °C, июля — 18 °C. Изредка вследствие стечения неблагоприятных погодных условий может наблюдаться непродолжительная засуха или случаются поздние заморозки. Климат меняется очень часто, как в течение сезона, так и год от года.

## Население
Население коммуны на 2010 год составляло 882 человека.
| 1962 | 1968 | 1975 | 1982 | 1990 | 1999 | 2010 |
| ---- | ---- | ---- | ---- | ---- | ---- | ---- |
| 574  | 517  | 507  | 569  | 664  | 703  | 882  |

## Администрация
| Период | Период | Фамилия        | Партия       | Примечания |
| ------ | ------ | -------------- | ------------ | ---------- |
| 1977   | 2020   | Леопольд Лашез | беспартийный | пенсионер  |

## Экономика
В 2010 году среди 526 человек трудоспособного возраста (15-64 лет) 374 были экономически активными, 152 — неактивными (показатель активности — 71,1 %, в 1999 году было 64,7 %). Из 374 активных жителей работали 335 человек (192 мужчины и 143 женщины), безработных было 39 (13 мужчин и 26 женщин). Среди 152 неактивных 32 человека были учениками или студентами, 70 — пенсионерами, 50 были неактивными по другим причинам.

## Фотогалерея

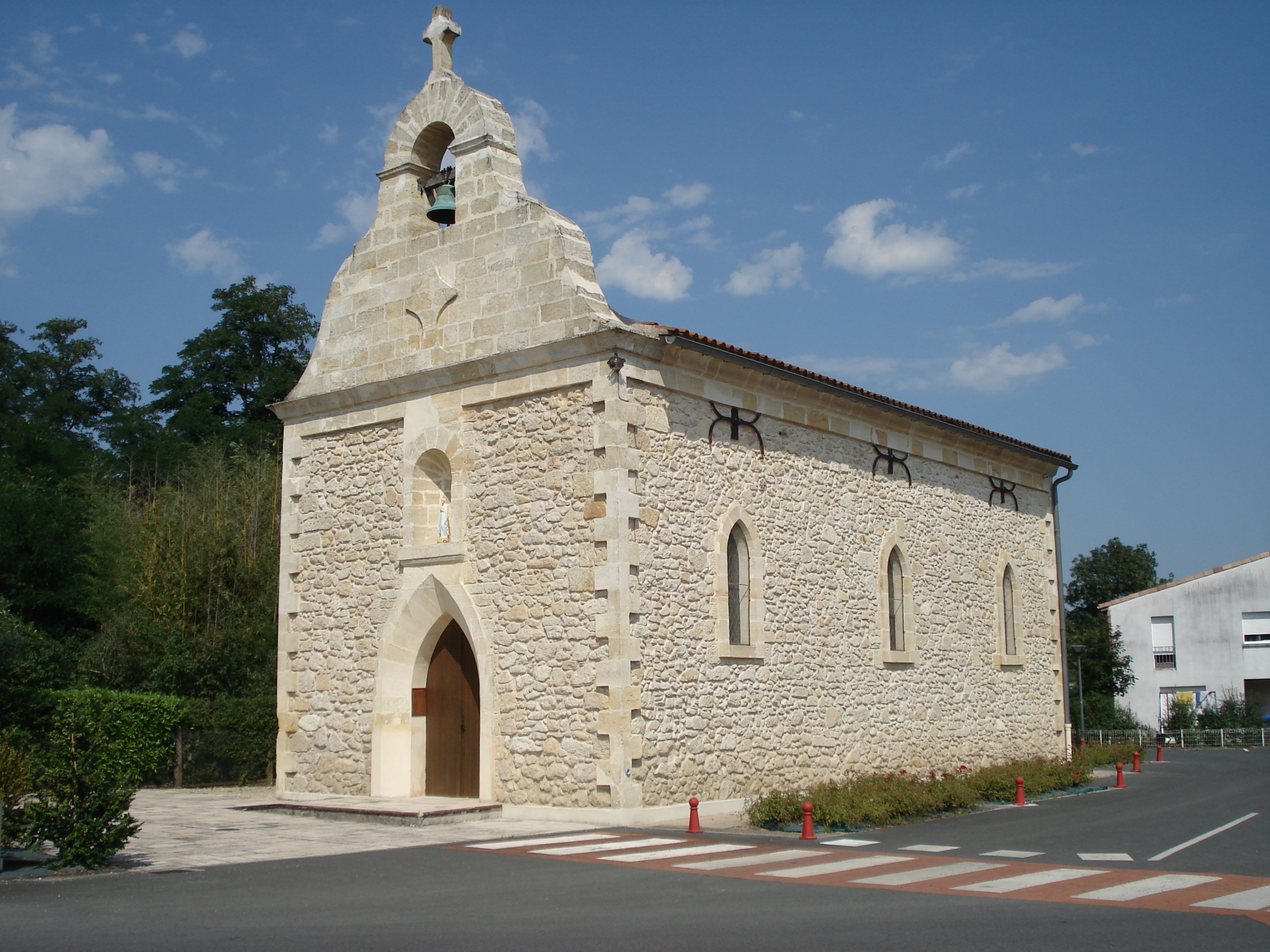
Церковь
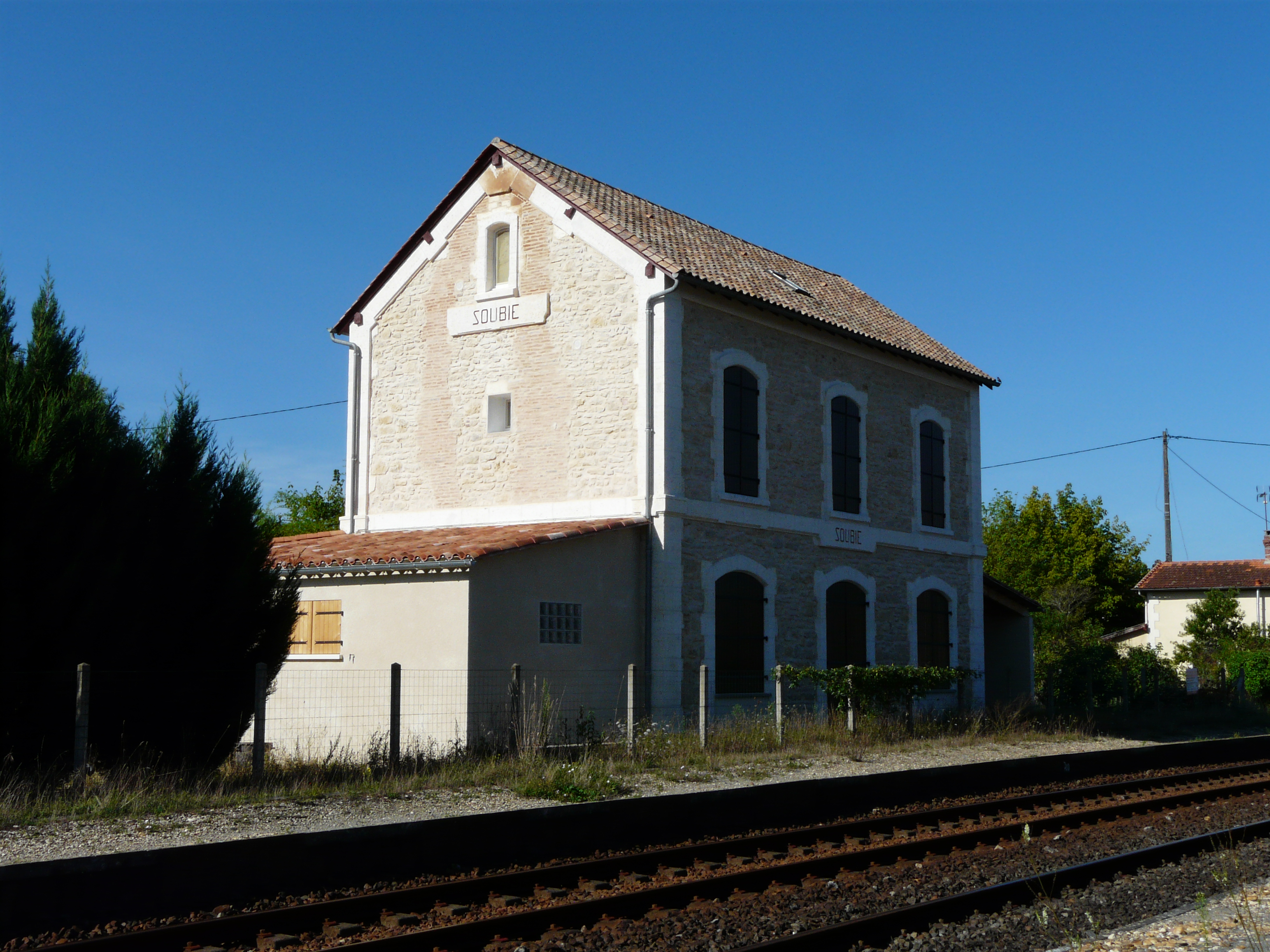
Вокзал Суби
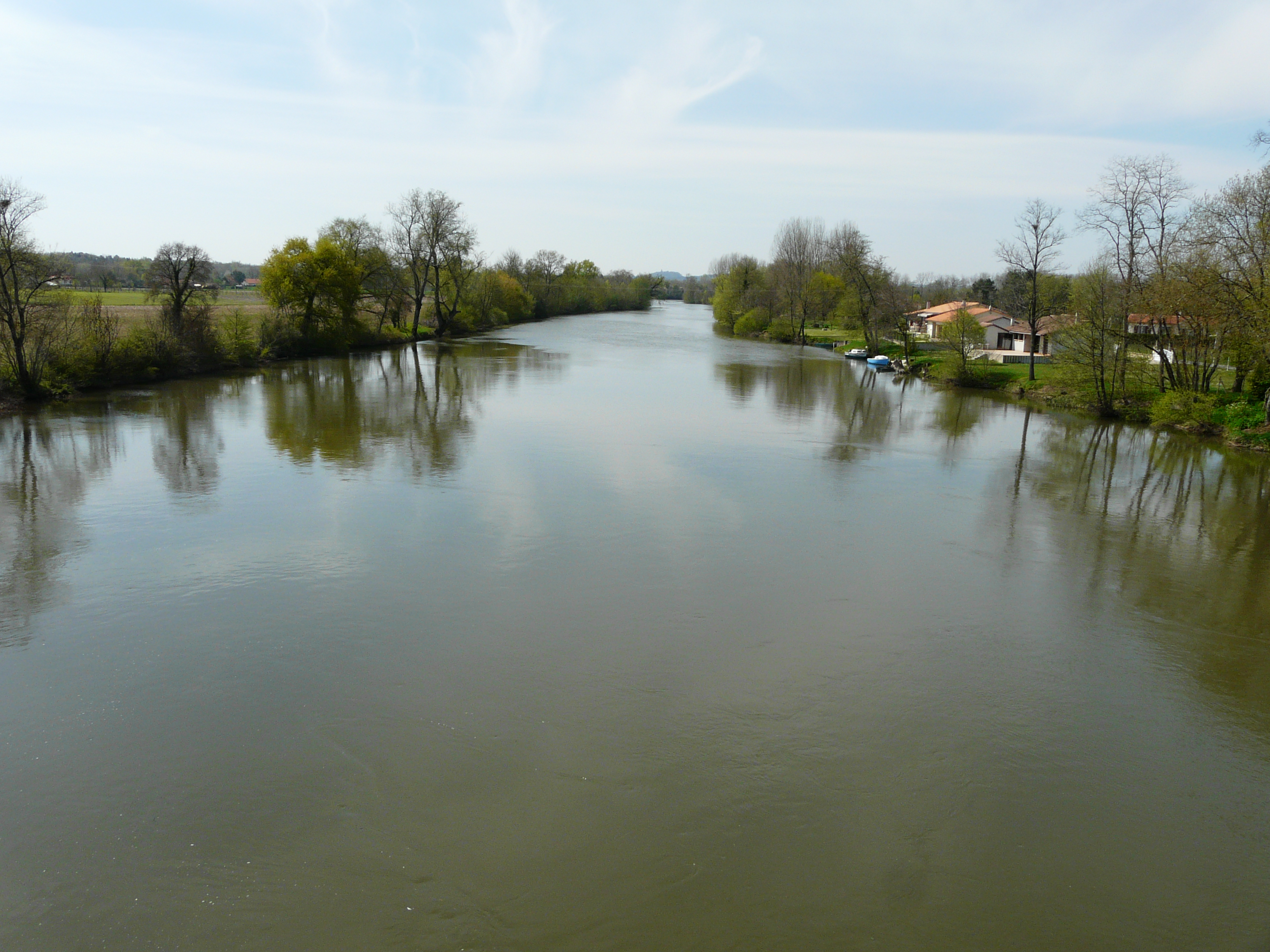
Река Иль